# Project Playground
Project Playground är en svensk insamlingsstiftelse, grundad år 2010. 
Stiftelsen arbetar med att hjälpa utsatta barn och ungdomar i kåkstäderna omkring Kapstaden, Sydafrika och i förorterna till Stockholm. Project Playground är en religiöst och partipolitiskt obunden stiftelse, grundad av Frida Vesterberg, nu verksamhetschef och Sofia Hellqvist (numera Prinsessan Sofia), tidigare generalsekreterare, sedan 2015 hedersmedlem. Project Playgrounds vision är en värld där varje barn och ungdom växer upp med en tro på framtiden och möjligheten att påverka sitt liv i positiv riktning. 
Den 16 december 2013 sände TV3 dokumentären Project Playground – En galen dröm om organisationen, där programledaren Renée Nyberg reste till Kapstaden för att möta dess grundare och följa verksamheten.

## Behov
Sydafrika är ett av världens mest socioekonomiska snedfördelade land. Det initiala arbetet har fokuserat på det socialt och ekonomiskt utsatta området Langa, den äldsta kåkstaden i Västra Kapprovinsen, och 50 % av dess befolkning är under 18 år. Området  har stora problem med barnhushåll, fattigdom, arbetslöshet och drog- och alkoholmissbruk. Som en följd är ungefär 5 miljoner barn föräldralösa, och många tvingas växa upp under svåra och utsatta förhållanden.

## Verksamhet
2015 har Project Playground totalt runt 50 anställda (de allra flesta i Sydafrika) och över 700 registrerade barn i verksamheten. Project Playground är en av de största arbetsgivarna i kåkstaden Langa och bidrar således till minskad arbetslöshet. Generalsekreterare från mars 2015 är Daniel Madhani.
Project Playground stärker barns personliga och sociala utveckling genom stödprogram och organiserad aktivitet. Med fokus på barn och ungdomars fritid samt på individen skapar Project Playground en trygg plattform och mötesplats med aktiviteter och program, ledda av vuxen personal som agerar ledare och förebilder. Project Playgrounds center är öppna fem dagar i veckan. Deltagarna är i åldrarna 4-21 år och delas in i klasser efter sin ålder. Project Playgrounds verksamhet erbjuder:
- Fritidsaktiviteter t.ex. fotboll, musik och dans samt drama.
- Stödprogram t.ex. initiativ för att motverka gängmedlemskap, kriminalitet och våld.
- Dagprogram för barn och unga vuxna med funktionsnedsättningar, ett ämne som är väldigt stigmatiserat i området.
- Psykologisk stöttning t.ex. stöd av kurator och lekterapi.
- Yttre påverkan t.ex. föräldrakontakt och hembesök, samarbete med lokala myndigheter såsom socialtjänst och polis.
- Dagliga näringsrika måltider.
- Utvecklande och stimulerande utflykter under helger och lov.

Modellen Project Playground kan liknas vid en fritidsgårds funktion i närsamhället. Verksamheten erbjuder till exempel även hjälp från kuratorer för traumabearbetning och psykologisk stöttning.

## Samarbeten
Tillsammans med organisationen Ung Cancer startade Project Playground 2014 ett mentorskapsprogram, som innebär att unga människor som drabbats av cancer får åka till Sydafrika för att arbeta på project Playgrounds center. Programmet sträcker sig över sex månader och syftet är att unga vuxna cancerdrabbade ska få tillbaka självkänslan, våga se framåt och inse att de är så mycket mer än en sjukdom. 